# رتينة

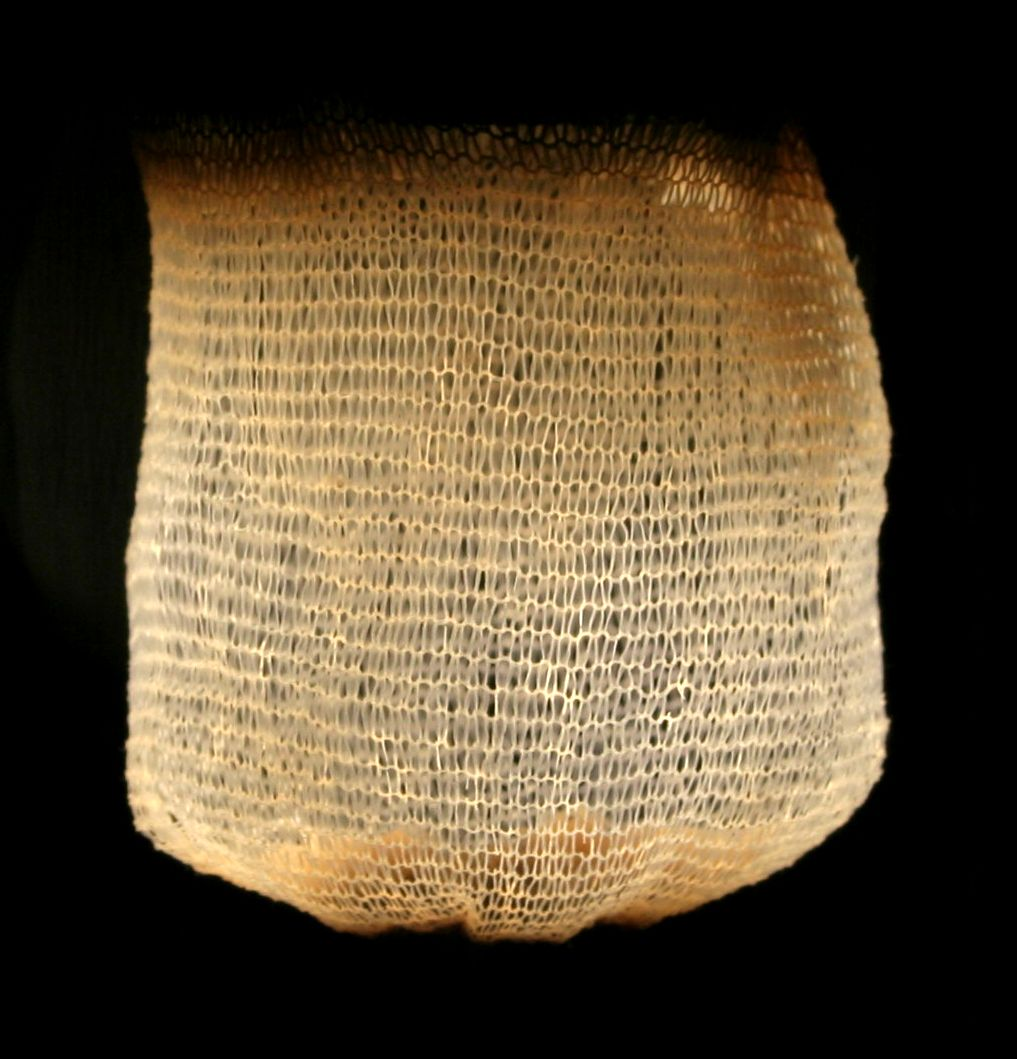
عباءة فانوس غاز بيضاء من كولمان تتوهج في سطوع كامل

الرَّتِينَة (معربة من retina أي الشبكة) أو عباءة الغاز من (gas mantle) أو قميص الغاز (في سورية) أو شمامة مصباح الغاز (في مصر) نسيج مشبع بأَكاسيد الثِّرْيُم والسِّريُم يولِّد في المصباح ضوءا ساطعاً تسخينه بواسطة اللهب. استخدم في مصابيح الغاز التي أضاءت شوارع أوروبا وأمريكا الشمالية في أواخر القرن التاسع عشر. يشير عباءة إلى الطريقة التي تتدلى بها مثل عباءة فوق اللهب. واستخدمت الرتينة عباءات الغاز في فوانيس التخييم المحمولة وفوانيس الضغط وبعض مصابيح الزيت. 
تباع الرتينة مواد نسيجية تحترق بسبب التشريب بالنترات المعدنية لتترك شبكة صلبة ولكنها هشة من أكاسيد المعادن عند تسخينها أثناء الاستخدام الأولي؛ تنتج أكاسيد المعادن هذه الضوء من حرارة اللهب عند استخدامها. ثاني أكسيد الثريوم مكونٌ رئيسٌ مشعّ، لذا فإنه قد سبب مخاوف بشأن سلامة العاملين في تصنيعها. أما الاستخدام العادي لها فليس بخطر على الصحة.

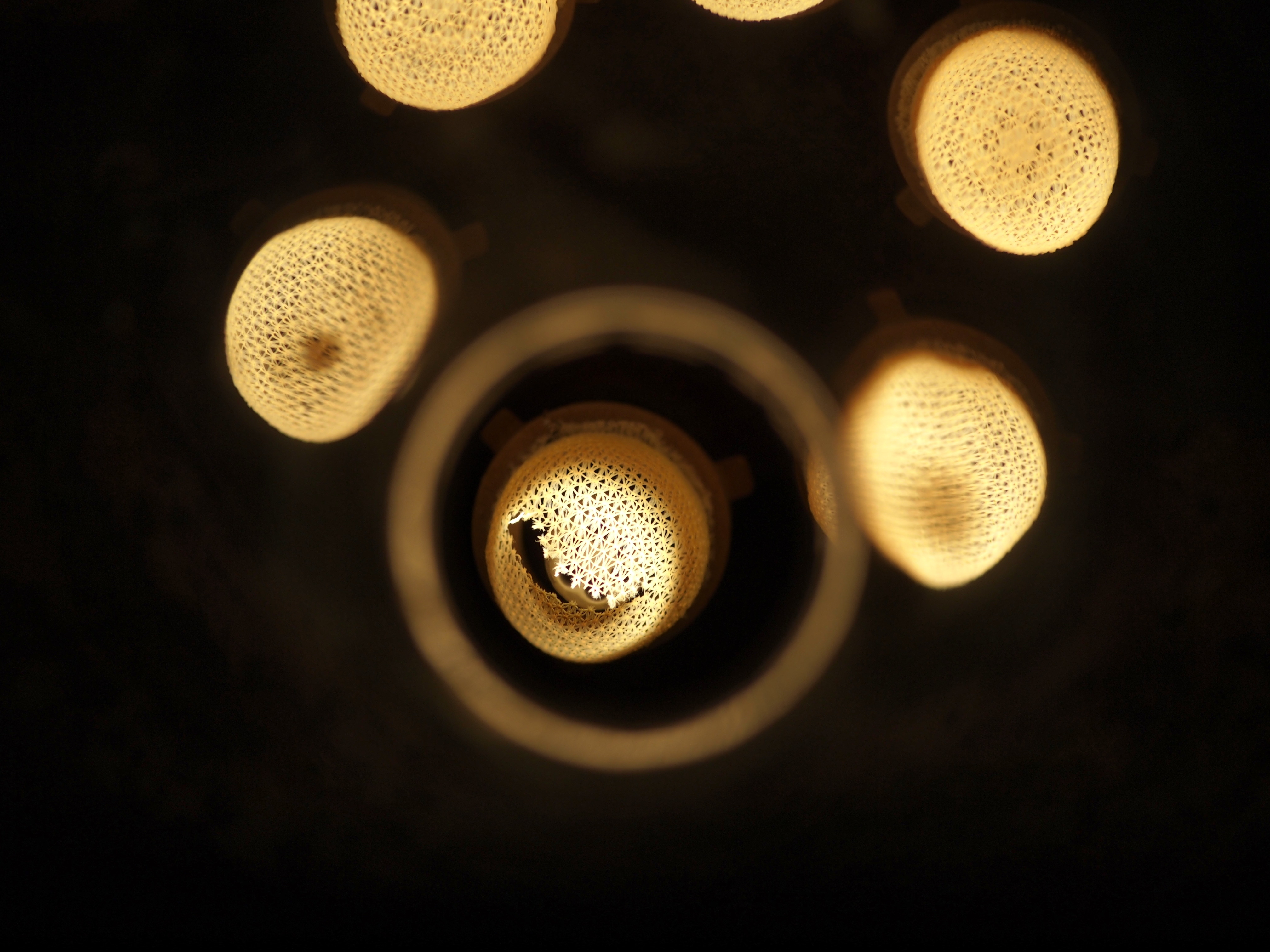
رتينة ساخنة مُزِّقَ أسفلها جزئيًا ما أدى إلى تقليل توهجها

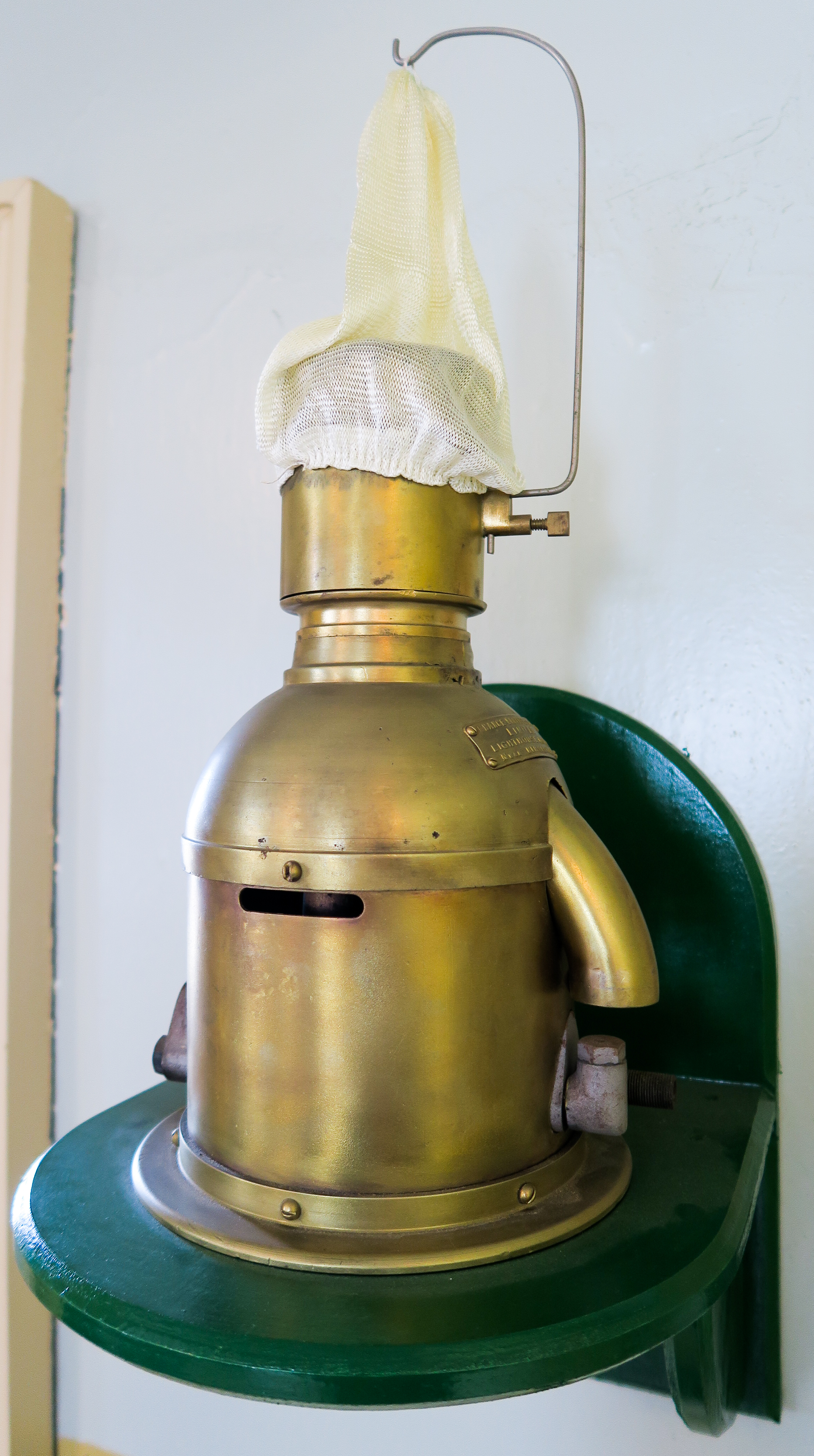

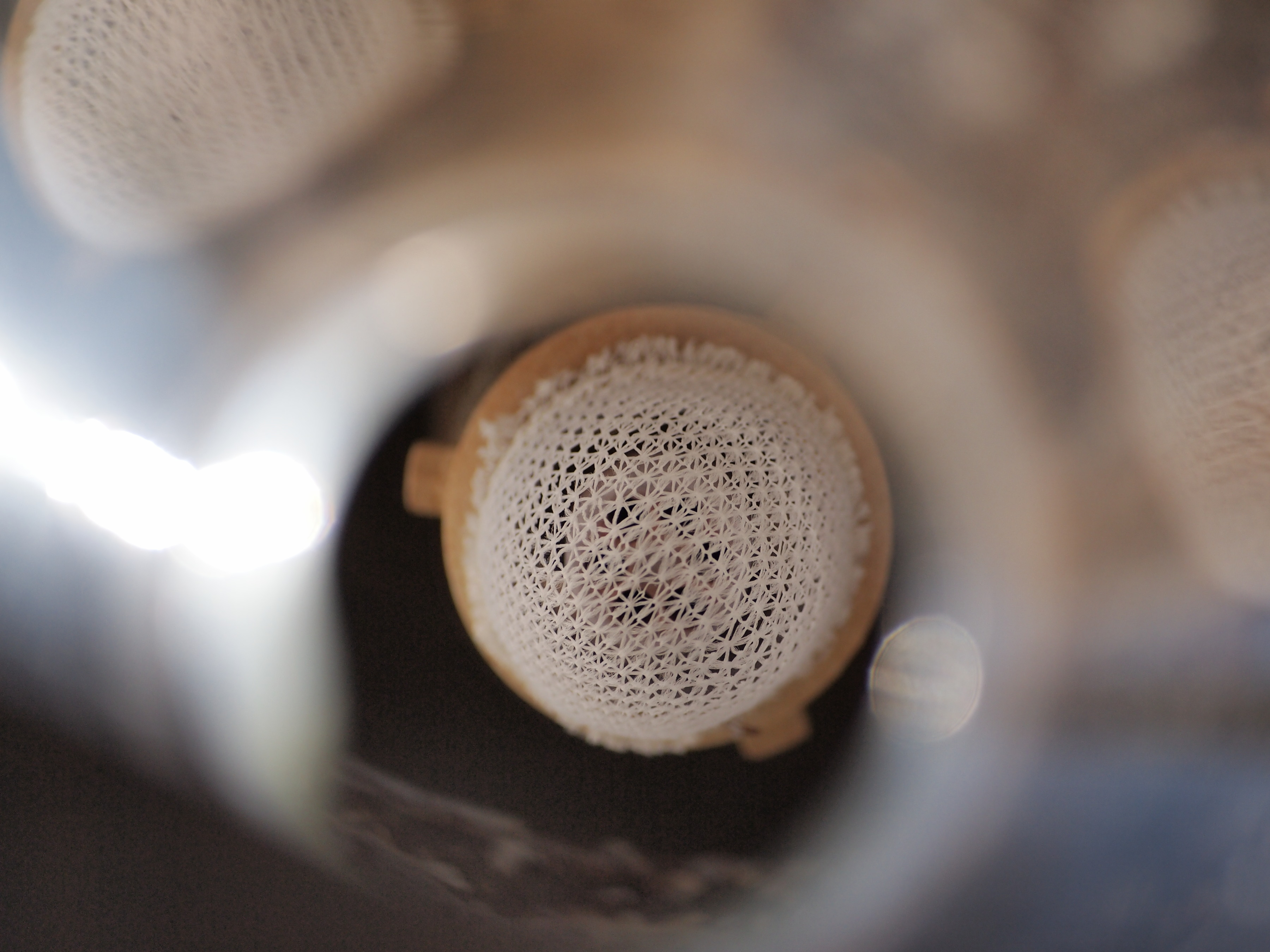
رتينة في فانوس الشارع (بارد)

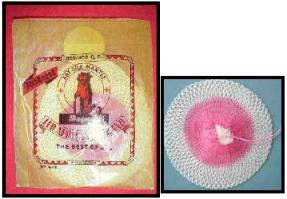
رتيناتٌ معبأة غير المستخدم